# Hakim Jamal
Hakim Abdullah Jamal (geboren als Allen Donaldson) (* 28. März 1931; † 1. Mai 1973) war ein afroamerikanischer Aktivist. Er kooperierte mit dem Aktivisten Michael X und schrieb From the Dead Level, ein Memo der Erinnerungen von Malcolm X. Jamal wurde 1973 nach internen Streitigkeiten im Black Power Movement erschossen.
Jamal war als Jugendlicher drogenabhängig und verbrachte vier Jahre im Gefängnis. Sein heftiges Temperament führte dazu, dass er nach zwei Mordversuchen in eine psychiatrische Anstalt eingewiesen wurde. Später studierte er die Lehren der Nation of Islam und nannte sich fortan Hakim Jamal. Er wurde einer der Sprecher der Bewegung und schrieb Artikel in verschiedenen Zeitungen über deren Ziele. Jamal war der Cousin von Malcolm X. Nachdem dieser die Nation of Islam verlassen hatte, unterstützte Jamal dessen Entscheidung und übte Kritik an Elijah Muhammad.
Nach dem Tod von Malcolm X gründete er zusammen mit Maulana Karenga die „US“, eine Organisation des Schwarzen Nationalismus, die die Einheit der Afroamerikaner in einer Rückbesinnung auf ihre afrikanischen Wurzeln stärken wollte.
Am 1. Mai 1973 brachen vier afroamerikanische Männer in Jamals Appartement in Boston ein und erschossen ihn. Die Polizei ging von einem Rachemord aufgrund seines Disputs mit Elijah Muhammad aus. Eine gewisse Bekanntheit erlangte Jamal über sein politisches Engagement hinaus auch durch seine Romanzen mit Jean Seberg, Diana Athill und Gale Benson. In der Filmbiografie Jean Seberg – Against all Enemies aus dem Jahre 2019 wird er von Anthony Mackie verkörpert.

## Publikationen
Hakim A. Jamal (1972): From The Dead Level: Malcolm X and Me. New York: Random House. ISBN 978-0-394-46234-9.